# Feromoon

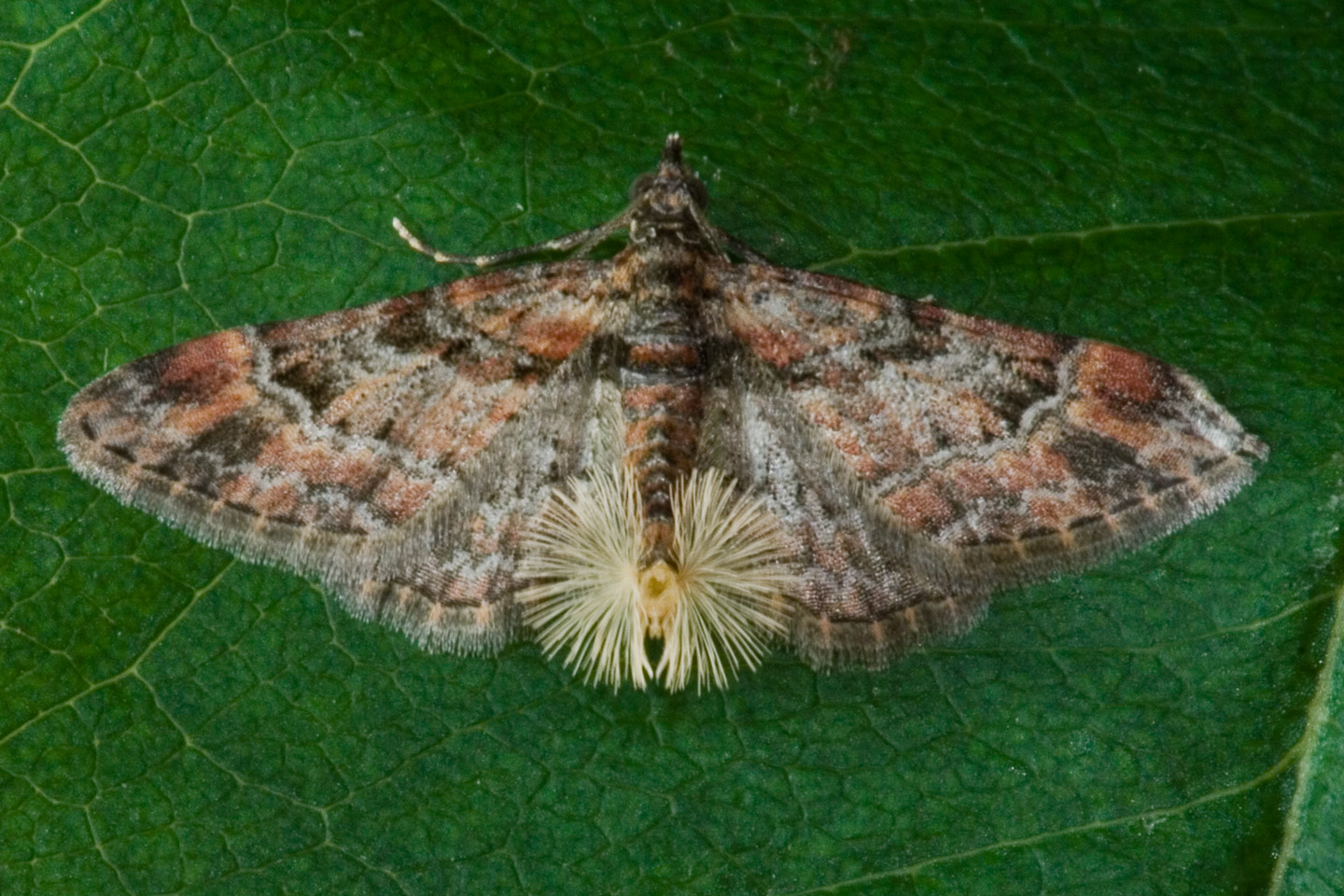
Een vrouwelijke zwartkamdwergspanner (Gymnoscelis rufifasciata) die feromonen afscheidt

Een feromoon is in de ecologie (ethologie) een vluchtig molecuul dat boodschappen overbrengt tussen individuele organismen (dieren en sommige planten) van eenzelfde soort. Afgegeven 'signaalmoleculen' tussen verschillende soorten worden allelomonen genoemd en onderverdeeld in allomonen en kairomonen. Feromonen en allelomonen worden op hun beurt samengenomen onder de noemer semiochemicaliën, oftewel stoffen die zorgen voor de informatieoverdracht tussen organismen.
Honingbijen geven isopentylacetaat als agressie-feromoon af als hun bijenkorf bedreigd wordt. Dit feromoon zet de werksters aan tot aanvalsbereidheid zodra ze een indringer waarnemen. Rook overstemt hun gevoeligheid voor dit agressieferomoon, waardoor ze geen agressief gedrag vertonen wanneer de imker tijdens zijn inspectie rook in de kast blaast.
Mottenmannetjes kunnen bijvoorbeeld de feromonen van mottenvrouwtjes tot op grote afstand ruiken en kunnen zich goed oriënteren in een concentratiegradiënt van het uitgezonden feromoon. Als een mottenmannetje een feromoonmolecuul detecteert zal hij alle bezigheden staken om het vrouwtje op te zoeken en met haar te paren. Bij veel insecten spelen feromonen een belangrijke rol. Met kleine hoeveelheden eugenol kunnen mannetjes van bepaalde soorten orchideebijen gelokt worden. De mannetjes verzamelen deze stof als feromoon om vrouwtjes te lokken die minder gevoelig zijn voor deze stof.
Zelfs sommige planten kunnen elkaar door vluchtige chemicaliën laten weten dat ze bijvoorbeeld door insecten worden aangevreten. Deze stoffen zijn daarnaast ook voor sommige natuurlijke vijanden van de insecten waarneembaar (insectivoren). Bananen geven etheen af tijdens het rijpen waardoor bananen in hun omgeving ook beginnen te rijpen. Fruithandelaren kunnen door de temperatuur te regelen en bananen aan etheen bloot te stellen het rijpingsproces regelen. Bepaalde grassoorten geven propeen af als ze aangevreten worden door grazers waardoor grassen in hun omgeving afweerstoffen beginnen te produceren tegen planteneters.
Zoogdieren en reptielen nemen feromonen waar door het zogenaamde organon vomerinasale of het orgaan van Jacobson. Bij mensen is dit orgaan ook in de neusholte aanwezig maar het is weinig ontwikkeld.
Onderzoek bij muizen met een knock-outmutatie heeft laten zien dat vrouwtjes die geen feromonen kunnen waarnemen zich als mannetjes gaan gedragen.

## Soorten feromonen
Primer-feromonen: deze feromonen hebben invloed op de metabole of op de morfogenetische activiteit en zijn onomkeerbaar. Een voorbeeld is de koninginnestof van de honingbij, die de ontwikkeling van de ovaria bij de werksters onderdrukt.
Releaser-feromonen: deze feromonen zijn omkeerbaar, en wekken rechtstreeks een bepaald gedrag op, zoals:
- seksferomonen
- verzamelferomonen
- alarmferomonen
- spoorvolgferomonen
- eileg-remmende feromonen
- dispersie-feromonen
- agressie-feromonen
- nestbouwferomonen
- territoriumferomonen
- herkenningsferomonen
- kolonisatievormingsferomonen
- ovipositie-feromonen
- vlucht-feromonen